# Ruy López de Ribera (Costa Rica)
Ruy López de Ribera fue un conquistador español de Costa Rica. Pertenecía a una familia de la alta nobleza, entre cuyos miembros se encontraban los Duques de Alcalá. 
Llegó a Costa Rica en 1568, con su pariente el gobernador Pero Afán de Ribera y Gómez, quien le nombró Alguacil Mayor de la Gobernación y en 1569 le otorgó la encomienda del pueblo de Curbubite, con doscientos indígenas. 
En 1570 salió de la ciudad de Cartago como miembro de la expedición del Gobernador a la Tierra Adentro. Participó en la fundación de la ciudad de Nombre de Jesús en 1571 y fue nombrado Regidor de su Cabildo. En 1572, de regreso en Cartago, fue alcalde ordinario y regidor. En 1573 fue alcalde ordinario de la ciudad de Aranjuez, y en 1576 fue designado como Corregidor de Chomes.